# ناحية مركز إزرع
ناحية مركز إزرع إحدى نواحي سوريا تتبع إداريّاً لمحافظة درعا منطقة إزرع ومركزها مدينة إزرع، بلغ تعداد سكان الناحية 56,760 نسمة حسب التعداد السكاني لعام 2004.

## بلدات وقرى ناحية مركز إزرع
عاسم، بصر الحرير، البوير، حامر، إزرع، جدل، محجة، الملزومة، مسيكة، المطلة، المجيدل، مليحة العطش، النجيح، قيراطة، رويسات، شقرة، صور، الوراد، الزباير، الشومرة، معاوية.